# Metapenaeus affinis
Metapenaeus affinis är en kräftdjursart som först beskrevs av H. Milne Edwards 1837.  Metapenaeus affinis ingår i släktet Metapenaeus och familjen Penaeidae. Inga underarter finns listade i Catalogue of Life.